# Ча-Ча-Ча на узбережжі
Ча-Ча-Ча на узбережжі (оригінальна назва корейською «갯마을 차차차») — південнокорейський телесеріал, романтична комедія, де знялися Сін Мін А, Кім Сон Хо та Лі Сан І. Це ремейк південнокорейського фільму 2004 року Mr. Handy, Mr. Hong. Прем'єра відбулася 28 серпня 2021 року на телеканалі tvN та транслювалася щосуботи та неділі о 21:00 (KST). Серіал також доступний для перегляду на Netflix.
Серіал став однією з найуспішніших корейських драм 2021 року та одним з найбільш рейтингових серіалів в історії кабельного телебачення. Він займав перше місце протягом восьми тижнів, а останній епізод набрав 12,665% загальнонаціонального рейтингу, що склало понад 3,2 млн переглядів.

## Синопсис
Після того, як Юн Хьо Джін (Сін Мін А), звільняється зі стоматологічної клініки вона вирушає до містечка на узбережжі, Гонджина, де вирішує відкрити власну клініку. Вона не одноразово стикається із місцевим красенем-майстром Хон Ду Сіком (Кім Сон Хо), що виконує абсолютно різну роботу, від оренди нерухомості до малярно-штукатурних робіт, у будинку, що згодом орендує стоматологиня. Юн Хьо Джін постійно потрапляє, у різного роду, неприємності, які вдається вирішити за допомгою Хон Ду Сіка, і хоч вони мають абсолютно різні погляди на життя, їм судилося зустрітися.

## Актори
| Актор/ка                   | Персонаж       | Опис |
| -------------------------- | -------------- | --- |
| Сін Мін А                  | Юн Хьо Джін    | Перфекціоністка і прагматична стоматологиня, яка переїжджає до Гонджина після того, як залишає роботу у великому місті. |
| Шим Хьо Йон                | Юн Хьо Джін    | Маленька героїня, яка приїжджає на узбережжя Гонджина разом з батьками. |
| О Є Джу                    | Юн Хьо Джін    | 18-річна версія героїні, учениця старшої школи. |
|                            |                | |
| Кім Сон Хо                 | Хон Ду Сік     | Майстер на всі руки у Годжині, відомий як шеф Хон. Офіційно — безробітний, але завжди зайнятий, адже допомагає всім кому потрібна допомога. Ду Сік спроможний зробити все, що його просять сусіди, якими б не були ці випадкові завдання, він виконає все якнайкраще. |
| Сон Мін Дже                | Хон Ду Сік     | Учень молодшої школи. |
| Ан Сон Вон                 | Хон Ду Сік     | Учень середньої школи. |
| Мун Сон Хьон               | Хон Ду Сік     | Учень старшої школи. |
|                            |                | |
| Лі Сан І                   | Джи Сон Хьон   | Постановник розважального шоу, працелюб, що має яскраву особистість. Завжди носить із собою камеру, щоб знімати об'єкти та пейзажі, які потім зможе використати у своїх різноманітних програмах.                                                                      |
|                            |                | |
| Люди із оточення Хьо Джін  |                | |
| Кон Мін Джон               | Пхьо Мі Сон    | Найкраща подруга Хьо Джін, зубний гігієніст. |
| Со Сан Вон                 | Юн Те Хва      | Батько Хьо Джін. |
| У Мі Хва                   | Лі Мьон Сін    | Прийомна мати Хьо Джін. |
|                            |                | |
| Люди із оточення Сон Хьона |                | |
| Пак Є Йон                  | Ван Джі Вон    | Сценарист-ветеран, яка працює з Сон Хьоном сім років. |
| Лі Сок Хьон                | Кім До Ха      | Асистент режисера, який намагається знайти баланс між роботою та особистим життям у своєму напруженому графіку знімання через свого боса, працелюба, Сон Хьона. |
| Сон Те                     | Джун           | Головний репер айдол гурту DOS. |
| Бек Син                    | Ін У           | Саб-вокаліст гурту DOS, якого називають «Перше кохання нації». |
|                            |                | |
| Люди із оточення Ду Сіка   |                | |
| Кім Йон Ок                 | Кім Кам Рі     | Лідерка бабусь у Гонджині. |
| Лі Йон І                   | Лі Мет І       | Друга з трьох бабусь. |
| Сін Сін Е                  | Пак Сук Ча     | Наймолодша з трьох бабусь. |
| Чо Хан Чхоль               | О Чхон Дже     | Власник кафе та паба у Гонджині. Він колишній співак, який зник після випуску хітової композиції у 1990-х роках. |
| Лі Пьон Рьон               | Йо Хва Чон     | Колишня дружина Йон Гука, яка родилась та виросла у Гонджині. Вона власниця приміщення, у якому знаходиться стоматологічна клініка Хьо Джін та будинку, в якому проживає стоматологиня.                                                                               |
| Ін Кьо Чжін                | Чан Йон Гук    | Колишній чоловік Хва Чон. Він наймолодший районний голова, який раніше був державним службовцем. |
| Хон Джі Хї                 | Ю Чо Хї        | Вчителька початкових класів. |
| Ча Чхон Хва                | Чо Нам Сук     | Президент успішного універмагу Годжина та власниця китайського ресторану біля стоматологічної клініки Хьо Джін. |
| Юн Сок Хьон                | Чхве Гин Чхоль | Друг Ду Сіка та власник магазину побутової техніки. |
| Кім Чу Йон                 | Хам Юн Кьон    | Дружина Гин Чхоля та власниця крамниці. |
| Кан Хьон Сок               | Чхве Ин Чхоль  | Після 15-годинного навчання на день він склав іспит поліцейського і став повноправним офіцером поліції. Ин Чхоль є щирою людиною і наполегливо працює над усім. |
| Кім Сон Бом                | Бан Йон Хун    | Менеджер в громадському центрі Гонджина. |
| Кім Мін Со                 | О Чжу Рі       | Донька О Чхон Дже. Фанатка айдол гурту DOS. |
| Кі Ин Ю                    | Чан І Джун     | Син Йон Гука та Хва Чон. |
| Ко До Йон                  | Чхве Бо Ра     | Донька Гин Чхоля та Юн Кьон. |
|                            |                | |
| Епізодичні ролі            |                | |
| Лі Чон Ин                  |                | Пацієнт Хьо Джін. |
| Пе Хе Сон                  |                | Головний лікар стоматологічної клініки, де працювала Хьо Джін. |
| Лі Джін Хї                 |                | Мама головної героїні Хьо Джін. |
| Лі Хо Дже                  |                | Дідусь Ду Сіка. |
| Лі Си Хун                  | Мьон Хак       | Пацієнт Хьо Джін. |
| Кім Джі Хьон               | Сон А          | Дружина Чон У, у часи коли Ду Сік був стажистом у компанії з її чоловіком, усі троє були дуже близькі. |
| О Ий Сік                   | Пак Чон У      | Був Ду Сіку, як старший брат, знайомі з часів навчання в університеті. |
|                            |                | |

## Епізоди
| Епізод | Режисер(и) | Сценарист(и) | Оригінальна дата показу |
| Епізод 1 | Ю Дже Вон  | Сін Ха Ин    | 28 серпня 2021          |
| Для Юн Хьо Джін все виглядає не оптимістично після того, як вона звільняється з роботи. Під час поїздки в Гонджин вона стикається з низкою невдалих подій та знайомиться з одним незвичайним місцевим жителем.              |            |              |                         |
| |            |              |                         |
| Епізод 2 | Ю Дже Вон  | Сін Ха Ин    | 29 серпня 2021          |
| Хьо Джін готується до прийому пацієнтів у свої новій клініці. Але через один неприємний випадок, що трапився на вечірці відношення місцевих до неї погіршується. Для того аби все налаголити їй необхідна допомога Ду Сіка. |            |              |                         |
| |            |              |                         |
| Епізод 3 | Ю Дже Вон  | Сін Ха Ин    | 4 вересня 2021          |
| Довга поїздка до Сеула разом із Ду Сіком та іншими непроханими пасажирами випробовує терпіння Хьо Джін. Попри зубний біль, Кім Кам Рі відмовляється від лікування.                                                          |            |              |                         |
| |            |              |                         |
| Епізод 4 | Ю Дже Вон  | Сін Ха Ин    | 5 вересня 2021          |
| Коли пацієнт створює проблему у клініці, на допомогу приходить Ду Сік. А тим часом Чан Йон Гук дізнається, що його перше кохання знову у місті.                                                                             |            |              |                         |
| |            |              |                         |
| Епізод 5 | Ю Дже Вон  | Сін Ха Ин    | 11 вересня 2021         |
| Одного ранку Хьо Джін виходить з дому Ду Сіка, і це помічає одна місцева жителька. Поки Хьо Джін намагається пригадати, що сталося напередодні ввечері, «міська фабрика пліток» розпочинає свою активну роботу.             |            |              |                         |
| |            |              |                         |
| Епізод 6 | Ю Дже Вон  | Сін Ха Ин    | 12 вересня 2021         |
| Хьо Джін вирішує припинити спілкування із До Сіком, аби плітки про їхні «відносини» припинилися. О Чжу Рі бере участь у конкурсі, щоб виграти гроші та поставити собі брекети.                                              |            |              |                         |
| |            |              |                         |
| Епізод 7 | Ю Дже Вон  | Сін Ха Ин    | 18 вересня 2021         |
| Готуючись до знімання свого телевізійного шоу в Годжині, Джи Сон Хьон має на увазі ідеальний будинок, але власниця продовжує відмовляти, щоб отримати те чого він хоче Сон Хьону доведеться прикласти максимум зусиль.      |            |              |                         |
| |            |              |                         |
| Епізод 8 | Ю Дже Вон  | Сін Ха Ин    | 19 вересня 2021         |
| Ду Сік підхопив простуду. Хьо Джін помічає, що її пацієнти поводяться підозріло. Речі певних мешканців зникають і це спонукає містян на підвищену готовність.                                                               |            |              |                         |
| |            |              |                         |
| Епізод 9 | Ю Дже Вон  | Сін Ха Ин    | 25 вересня 2021         |
| Ду Сік влаштовує шоу, прикидаючись хлопцем Хьо Джін, перед її батьками. Сон Хьон справляє дуже гарне враження на батька Хьо Джін.                                                                                           |            |              |                         |
| |            |              |                         |
| Епізод 10 | Ю Дже Вон  | Сін Ха Ин    | 26 вересня 2021         |
| Після того зловмисник вдерся до будинку Хьо Джін, на допомогу їй приходить Ду Сік. Вона допомагає йому у проведенні поминальної служби для його дідуся. Після того, як Хьо Джін залишає його, Сон Хьон просить поговорити.  |            |              |                         |
| |            |              |                         |
| Епізод 11 | Ю Дже Вон  | Сін Ха Ин    | 2 жовтня 2021           |
| Перш ніж офіційно представитися як пара, Хьо Джін просить трохи зачекати та приховувати їхні стосунки. Але спроби зберегти цю таємницю не увінчалися успіхом.                                                               |            |              |                         |
| |            |              |                         |
| Епізод 12 | Ю Дже Вон  | Сін Ха Ин    | 3 жовтня 2021           |
| Хьо Джін складає список, в перелік якого входять різні види діяльності, які вона хоче реалізувати разом із Ду Сіком. Мі Сон та Ин Чхоль, нарешті, почали свої стосунки.                                                     |            |              |                         |
| |            |              |                         |
| Епізод 13 | Ю Дже Вон  | Сін Ха Ин    | 9 жовтня 2021           |
| Минуле Ду Сіка оповите таємницями та він не хоче його розкривати, чим розчаровує Хьо Джін. Під час тайфуну із Хам Юн Кьон стається надзвичайна ситуація.                                                                    |            |              |                         |
| |            |              |                         |
| Епізод 14 | Ю Дже Вон  | Сін Ха Ин    | 10 жовтня 2021          |
| Хьо Джін та Ду Сік вирішують взяти перерву у своїх відносинах. Ю Чо Хї радить Йон Гуку набратися хоробрості і проявити свої почуття. Сон Хьон та його команда завершують знімання.                                          |            |              |                         |
| |            |              |                         |
| Епізод 15 | Ю Дже Вон  | Сін Ха Ин    | 16 жовтня 2021          |
| Розкривши свої таємниці, Ду Сік повинен знайти спосіб відійти від трагедій свого минулого. Хьо Джін роздумує над пропозицією про роботу у Сеулі.                                                                            |            |              |                         |
| |            |              |                         |
| Епізод 16 | Ю Дже Вон  | Сін Ха Ин    | 17 жовтня 2021          |
| Усі містяни збираються аби попрощатися з тією, яку вони так любили та поважали. Хьо Джін планує незабутній сюрприз для Ду Сіка, але як виявилося, він мав ту ж саму ідею.                                                   |            |              |                         |
| |            |              |                         |

## Виробництво
Вихід серіалу, написаного Сін Ха Юном, вперше був анонсований 21 грудня 2020 року під робочою назвою «홍반장», а Кім Сон Хо та Сін Мін А були запропоновані головні ролі у проєкті.
Перше читання сценарію з акторським складом відбулося 21 квітня 2021 року. Знімання мали розпочатися 8 травня, які велися переважно в Пхохані.

## Саундтреки

### Частина 1
| Реліз відбувся 5 вересня 2021 року | Реліз відбувся 5 вересня 2021 року | Реліз відбувся 5 вересня 2021 року | Реліз відбувся 5 вересня 2021 року | Реліз відбувся 5 вересня 2021 року | Реліз відбувся 5 вересня 2021 року |
| #                                  | Назва                              | Автор слів                         | Автор музики                       | Артист                             | Тривалість                         |
| ---------------------------------- | ---------------------------------- | ---------------------------------- | ---------------------------------- | ---------------------------------- | ---------------------------------- |
| 1.                                 | «Romantic Sunday» (로맨틱 선데이)  | Чон Мьон Хун (Ciel)                | Лім Ха Йон                         | Car, the Garden                    | 3:50                               |
| 2.                                 | «Romantic Sunday» (Inst.)          |                                    | Лім Ха Йон                         |                                    | 3:50                               |

### Частина 2
| Реліз відбувся 12 вересня 2021 року | Реліз відбувся 12 вересня 2021 року | Реліз відбувся 12 вересня 2021 року | Реліз відбувся 12 вересня 2021 року | Реліз відбувся 12 вересня 2021 року | Реліз відбувся 12 вересня 2021 року |
| #                                   | Назва                               | Автор слів                          | Автор музики                        | Артист                              | Тривалість                          |
| ----------------------------------- | ----------------------------------- | ----------------------------------- | ----------------------------------- | ----------------------------------- | ----------------------------------- |
| 1.                                  | «One Sunny Day» (어느 햇살 좋은 날) | TETE                                | TETE                                | Kassy                               | 3:56                                |
| 2.                                  | «One Sunny Day» (Inst.)             |                                     | TETE                                |                                     | 3:56                                |

### Частина 3
| Реліз відбувся 19 вересня 2021 року | Реліз відбувся 19 вересня 2021 року | Реліз відбувся 19 вересня 2021 року | Реліз відбувся 19 вересня 2021 року | Реліз відбувся 19 вересня 2021 року | Реліз відбувся 19 вересня 2021 року |
| #                                   | Назва                               | Автор слів                          | Автор музики                        | Артист                              | Тривалість                          |
| ----------------------------------- | ----------------------------------- | ----------------------------------- | ----------------------------------- | ----------------------------------- | ----------------------------------- |
| 1.                                  | «My Romance»                        | Jade                                | Jade                                | Cheeze                              | 2:53                                |
| 2.                                  | «My Romance» (Inst.)                |                                     | Jade                                |                                     | 2:53                                |

### Частина 4
| Реліз відбувся 25 вересня 2021 року | Реліз відбувся 25 вересня 2021 року | Реліз відбувся 25 вересня 2021 року | Реліз відбувся 25 вересня 2021 року | Реліз відбувся 25 вересня 2021 року | Реліз відбувся 25 вересня 2021 року |
| #                                   | Назва                               | Автор слів                          | Автор музики                        | Артист                              | Тривалість                          |
| ----------------------------------- | ----------------------------------- | ----------------------------------- | ----------------------------------- | ----------------------------------- | ----------------------------------- |
| 1.                                  | «Wish» (바람)                       | Чой Ю Рі                            | Чой Ю Рі                            | Чой Ю Рі                            | 3:57                                |
| 2.                                  | «Wish» (Inst.)                      |                                     | Чой Ю Рі                            |                                     | 3:57                                |

### Частина 5
| Реліз відбувся 26 вересня 2021 року | Реліз відбувся 26 вересня 2021 року | Реліз відбувся 26 вересня 2021 року | Реліз відбувся 26 вересня 2021 року | Реліз відбувся 26 вересня 2021 року | Реліз відбувся 26 вересня 2021 року |
| #                                   | Назва                               | Автор слів                          | Автор музики                        | Артист                              | Тривалість                          |
| ----------------------------------- | ----------------------------------- | ----------------------------------- | ----------------------------------- | ----------------------------------- | ----------------------------------- |
| 1.                                  | «Be the Light» (빛이 되어줘)        | Чон Гу Хьон Aseul                   | Чон Гу Хьон                         | Кім Че Хван (Wanna One)             | 3:54                                |
| 2.                                  | «Be the Light» (Inst.)              |                                     | Чон Гу Хьон                         |                                     | 3:54                                |

### Частина 6
| Реліз відбувся 3 жовтня 2021 року | Реліз відбувся 3 жовтня 2021 року                                             | Реліз відбувся 3 жовтня 2021 року | Реліз відбувся 3 жовтня 2021 року | Реліз відбувся 3 жовтня 2021 року | Реліз відбувся 3 жовтня 2021 року |
| #                                 | Назва                                                                         | Автор слів                        | Автор музики                      | Артист                            | Тривалість                        |
| --------------------------------- | ----------------------------------------------------------------------------- | --------------------------------- | --------------------------------- | --------------------------------- | --------------------------------- |
| 1.                                | «The Image of You (Remains in My Memory)» (내 기억 속에 남아있는 그대 모습은) | Kako                              | Kako Nathan                       | Сандиль (В1А4)                    | 3:09                              |
| 2.                                | «The Image of You (Remains in My Memory)» (Inst.)                             |                                   | Kako Nathan                       |                                   | 3:09                              |

### Частина 7
| Реліз відбувся 10 жовтня 2021 року | Реліз відбувся 10 жовтня 2021 року | Реліз відбувся 10 жовтня 2021 року | Реліз відбувся 10 жовтня 2021 року | Реліз відбувся 10 жовтня 2021 року | Реліз відбувся 10 жовтня 2021 року |
| #                                  | Назва                              | Автор слів                         | Автор музики                       | Артист                             | Тривалість                         |
| ---------------------------------- | ---------------------------------- | ---------------------------------- | ---------------------------------- | ---------------------------------- | ---------------------------------- |
| 1.                                 | «Here Always»                      | Чон Гу Хьон Aseul                  | Чон Гу Хьон                        | Синмін (Stray Kids)                | 4:15                               |
| 2.                                 | «Here Always» (Inst.)              |                                    | Чон Гу Хьон                        |                                    | 4:15                               |

### Частина 8
| Реліз відбувся 17 жовтня 2021 року | Реліз відбувся 17 жовтня 2021 року        | Реліз відбувся 17 жовтня 2021 року | Реліз відбувся 17 жовтня 2021 року | Реліз відбувся 17 жовтня 2021 року | Реліз відбувся 17 жовтня 2021 року |
| #                                  | Назва                                     | Автор слів                         | Автор музики                       | Артист                             | Тривалість                         |
| ---------------------------------- | ----------------------------------------- | ---------------------------------- | ---------------------------------- | ---------------------------------- | ---------------------------------- |
| 1.                                 | «I Hope You′re Happy» (행복했으면 좋겠어) | Hen                                | Hen                                | Лі Сан І                           | 3:18                               |
| 2.                                 | «I Hope You′re Happy» (Inst.)             |                                    | Hen                                |                                    | 3:18                               |

## Перегляди
| Сезон | Сезон | Номер серії | Номер серії | Номер серії | Номер серії | Номер серії | Номер серії | Номер серії | Номер серії | Номер серії | Номер серії | Номер серії | Номер серії | Номер серії | Номер серії | Номер серії | Номер серії |
| Сезон | Сезон | 1           | 2           | 3           | 4           | 5           | 6           | 7           | 8           | 9           | 10          | 11          | 12          | 13          | 14          | 15          | 16          |
| ----- | ----- | ----------- | ----------- | ----------- | ----------- | ----------- | ----------- | ----------- | ----------- | ----------- | ----------- | ----------- | ----------- | ----------- | ----------- | ----------- | ----------- |
|       | 1     | 1,67        | 1,624       | 2,126       | 2,232       | 2,49        | 2,593       | 2,321       | 2,106       | 2,397       | 2,978       | 2,438       | 2,776       | 2,459       | 3,013       | 2,652       | 3,237       |

| Епізод | Оригінальна дата трансляції | Середнє значення (Nielsen Korea) | Середнє значення (Nielsen Korea) |
| Епізод | Оригінальна дата трансляції | По всій країні                   | Сеул                             |
| --- | --------------------------- | -------------------------------- | -------------------------------- |
| 1 | 28 серпня, 2021             | 6.821%                           | 6.821%                           |
| 2 | 29 серпня, 2021             | 6.666%                           | 6.687%                           |
| 3 | 4 вересня, 2021             | 8.733%                           | 9.002%                           |
| 4 | 5 вересня, 2021             | 8.742%                           | 9.319%                           |
| 5 | 11 вересня, 2021            | 9.996%                           | 10.940%                          |
| 6 | 12 вересня, 2021            | 10.270%                          | 11.038%                          |
| 7 | 18 вересня, 2021            | 9.102%                           | 9.328%                           |
| 8 | 19 вересня, 2021            | 8.145%                           | 8.472%                           |
| 9 | 25 вересня, 2021            | 9.067%                           | 9.948%                           |
| 10 | 26 вересня, 2021            | 11.397%                          | 12.432%                          |
| 11 | 2 жовтня, 2021              | 9.299%                           | 9.935%                           |
| 12 | 3 жовтня, 2021              | 10.723%                          | 11.649%                          |
| 13 | 9 жовтня, 2021              | 9.171%                           | 9.396%                           |
| 14 | 10 жовтня, 2021             | 11.643%                          | 12.477%                          |
| 15 | 16 жовтня, 2021             | 10.347%                          | 10.535%                          |
| 16 | 17 жовтня, 2021             | 11.643%                          | 12.477%                          |
| Середнє | Середнє                     | 9.549%                           | 10.081%                          |
| - У таблиці, сині числа вказують на найнижчий рейтинг, а червоні числа вказують на найвищі рейтинги. - Ця драма транслюється на кабельному каналі/платному телебаченні, яке зазвичай має порівняно меншу аудиторію порівняно з безкоштовним телебаченням (KBS, SBS, MBC and EBS). |                             |                                  |                                  |